# Mutinerie géorgienne de 2009
La mutinerie géorgienne de 2009 est la rébellion d'un bataillon de chars de l'armée géorgienne basé à Moukhrovani, en Géorgie, à 30 kilomètres à l'est de la capitale Tbilissi, qui a lieu le 5 mai 2009. Le nombre de soldats y ayant pris part est inconnu. Plus tard dans la journée, le ministère géorgien de l'Intérieur annonce que les mutins se sont rendus. Certains de ses chefs, notamment le commandant du bataillon, sont arrêtés, d'autres réussissent à s'échapper. La mutinerie éclate après que le gouvernement a annoncé avoir découvert ce qu'il prétend être un complot soutenu par la Russie pour déstabiliser la Géorgie et assassiner le président Mikheil Saakachvili.  

## Contexte

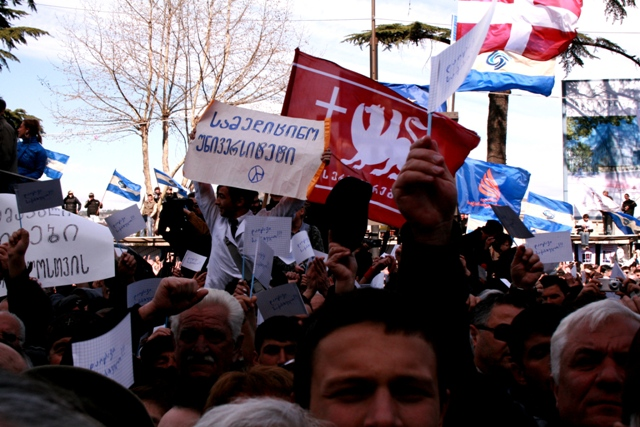
10 avril 2009. Des manifestants devant le bâtiment du parlement géorgien exigent la démission de Saakachvili.

La Géorgie est touchée par des troubles depuis la guerre de 2008 en Ossétie du Sud.
Depuis avril 2009, des manifestations appellent à la démission du président géorgien Mikheil Saakachvili. En mars, neuf membres du parti politique Mouvement démocratique - Géorgie unie sont arrêtés après avoir prétendument acheté des armes automatiques avant de nouvelles manifestations anti-gouvernementales, une affirmation qualifiée par son chef d'« absurde ».  Plusieurs hauts responsables du gouvernement font récemment défection pour l'opposition, affirmant que Saakachvili avait déclenché une guerre impossible à gagner qui a laissé les régions séparatistes d'Ossétie du Sud et d'Abkhazie sous le contrôle russe. En mai 2009, la Russie décide de prendre le contrôle de la frontière entre l'Ossétie du Sud et la Géorgie.
La mutinerie a lieu un jour avant les exercices de l'OTAN prévus en Géorgie. Ces exercices de l'OTAN sont condamnés par la Russie qui les qualifie de « tentative de remonter le moral du régime de Saakachvili »,.

## Mutinerie
La mutinerie éclate le matin du 5 mai, lorsqu'un bataillon de chars de l'armée géorgienne stationné à Moukhrovani, à 30 kilomètres de la capitale géorgienne de Tbilissi, commence à désobéir aux ordres.
Selon la déclaration des mutins, diffusée par les médias locaux, ils ne prévoient aucune action militaire et appellent au dialogue entre le gouvernement et l'opposition dans le cadre de la crise politique en cours. Le colonel Mamouka Guorguichvili, commandant du bataillon de chars de Moukhrovani, déclare : « Il est insupportable de voir le pays déchiré par l'impasse actuelle. Il est possible que cette impasse devienne violente. ». La police interdit alors aux journalistes de s'approcher de la base.
Selon le ministre de la Défense, Vasil Sikharulidze (en), l'objectif minimum des comploteurs est de saper les exercices militaires de l'OTAN prévus à partir de mai 2009. Sikharulidze mentionne également à la télévision Rustavi 2 que la rébellion est également « une tentative de coup d'État militaire ». En réponse à la mutinerie, l'armée géorgienne déploie des troupes, de la police militaire, des hélicoptères ainsi que 30 chars et véhicules blindés, aux côtés d'unités de police géorgienne. Dans une allocution télévisée, le président de la Géorgie déclare que les mutins ont reçu une date limite pour se rendre. Bien qu'il ne précise pas la date d'expiration du délai, il indique qu'un ordre « d'agir de manière appropriée » a été donné aux services d'intervention en cas d'échec des négociations. Le président Saakachvili suggère également que la mutinerie fait partie d'un plan plus large orchestré par la Russie pour interrompre les exercices militaires de l'OTAN à venir, du nom de Cooperative Longbow - Cooperative Lancer 09 (en), qui doivent commencer le 6 mai, et l'adhésion de la Géorgie au Partenariat oriental de l'UE. Les soldats de Moukhrovani se rendent rapidement après que Saakachvili soit entré dans la base accompagné de gardes du corps lourdement armés pour négocier avec les mutins. Après leur reddition, les mutins sont désarmés et la police militaire géorgienne fait sortir les mutins de la base dans des bus.
21 des conspirateurs sont jugés. Le procès se termine le 11 janvier 2010. Le colonel Koba Otanadze est condamné à 29 ans de prison, tandis que le commandant du bataillon des Rangers Levan Amiridze est condamné à 28 ans et le commandant du bataillon de chars Chota Guorguiachvili à 19 ans. Tous trois ont été accusés d'avoir tenté de renverser le gouvernement. Le commandant de la Garde nationale Koba Kobaladze est condamné à huit mois et six jours d'emprisonnement pour achat et possession illégale d'armes. Les autres accusés sont jugés pour divers crimes, y compris la désobéissance et la possession illégale d'armes, et condamnés à des peines allant de trois à quinze ans d'emprisonnement.

### Suspicion de tentative de coup d'État militaire
Le ministère géorgien de l'Intérieur exprime des inquiétudes concernant une mutinerie militaire à grande échelle qui aurait été planifiée dans l'armée géorgienne par certains anciens responsables militaires, qui seraient en coordination avec la Russie. Chota Outiachvili, chef du département d'information et d'analyse du ministère géorgien de l'Intérieur, déclare que la mutinerie semble être coordonnée avec la Russie et vise à contrecarrer au minimum les exercices militaires de l'OTAN et à organiser au maximum une mutinerie militaire à grande échelle dans le pays. Plus tard, les autorités géorgiennes rétractent les accusations de soutien russe[réf. nécessaire].

## Conséquences

### Arrestations ou mort des responsables
Le 5 mai 2009, le ministère de l'Intérieur de la Géorgie publie des séquences vidéo, enregistrées apparemment avec une caméra cachée portée sur le corps et montrant un homme, prétendument le major à la retraite Guia Gvaladze, parlant à plusieurs personnes dont les visages sont flous et nommant plusieurs anciens hauts responsables militaires et de sécurité, y compris David Tevzadze (en), Jemal Gakhokidze, Koba Kobaladze (en) et Guia Karkarachvili, partisans de la mutinerie prévue. Kobaladze, Gvaladze et le commandant du bataillon Moukhrovani, le lieutenant-colonel Mamouka Guorguiachvili, ainsi que des dizaines de militaires et de civils sont arrêtés par la police « en rapport avec l'incident de Moukhrovani ». Karkarachvili et Tevzadze rejettent tout lien avec le complot. Deux autres anciens officiers de l'armée, Koba Otanadze et Zaza Moushkoudiani, sont recherchés.
Plus tard dans la journée, Guia Karkarachvili diffuse des séquences vidéo le montrant en train de parler avec Koba Melikidze, qui aurait tenté de le persuader de prendre part à la mutinerie. Le ministère géorgien des Affaires intérieures exprime sa gratitude à Karkarachvili pour les informations fournies, qui ont aidé à arrêter Melikidze et à empêcher une tentative d'assassinat sur Vano Merabichvili.
Les principaux suspects, Guia Krialachvili, Koba Otanadze et Levan Amiridze, restent en liberté après l'incident de Moukhrovani. Le 20 mai 2009, Krialachvili est tué, et Otanadze et Amiridze sont blessés et amenés à l'hôpital lors d'une fusillade avec la police à la périphérie de Tbilissi. Zviad Kharazichvili — futur responsable du Département des tâches spéciales du ministère des Affaires intérieures — est soupçonné d'avoir tiré le coup qui a tué Guia Krialachvili. 

### Réactions

#### Réactions nationales
- Politiciens :
  - L'opposition géorgienne exprime ses doutes sur les antécédents de mutinerie et les événements réels. L'un des leaders de l'opposition, David Gamkrelidze (en), affirme que l'événement aurait pu être un projet interne des autorités géorgiennes pour détourner l'attention des manifestations anti-gouvernementales en Géorgie. Irakli Alassania, leader de l'Alliance d'opposition pour la Géorgie, déclare qu'il ne ferait aucune évaluation politique, faute d'informations.
  - En mai 2009, Guivi Targamadze, membre éminent du Parlement géorgien et du parti au pouvoir du Mouvement national uni, accuse Alexandre Ebralidze, un magnat russe d'origine géorgienne, d'être à l'origine de la tentative de mutinerie géorgienne de 2009 dans le but « au moins de déclencher des troubles en Géorgie » et « au maximum pour ouvrir la voie à l'entrée des forces d'occupation russes à Tbilissi »[12].
- Militaires : La rébellion pourrait être liée à des projets d'utilisation de troupes pour mettre fin aux barrages routiers de l'opposition paralysant Tbilissi, certains officiers refusant d'y participer[13].

#### Réactions internationales
- Russie : Le ministère russe des Affaires étrangères nie toute implication russe après les accusations géorgiennes d'ingérence dans les affaires intérieures géorgiennes. L'envoyé de la fédération de Russie auprès de l'OTAN, Dmitri Rogozine, déclare que Moscou est habitué aux accusations ridicules de la Géorgie[14].
- États-Unis : Le ministère de la Défense des États-Unis annonce que la situation en Géorgie qui avait eu lieu le 5 mai était probablement un incident isolé. L'attaché de presse du Pentagone Bryan Whitman ajoute que les États-Unis analysent toujours la situation. Il déclare également qu'il n'a aucune information sur l'implication russe dans la mutinerie[15].